# Cupania hispida
Cupania hispida är en kinesträdsväxtart som beskrevs av Ludwig Radlkofer. Cupania hispida ingår i släktet Cupania och familjen kinesträdsväxter. Inga underarter finns listade i Catalogue of Life.